# Bhairampalli, Chincholi
Bhairampalli là một làng thuộc tehsil Chincholi, huyện Gulbarga, bang Karnataka, Ấn Độ.